# Thelairodoria setinervis
Thelairodoria setinervis là một loài ruồi trong họ Tachinidae.